# Vroendaal
Vroendaal est un quartier du sud-est de Maastricht.

## Toponymie
Le nom est dérivé d'un morceau de terres arables, appelé « In Vroendael », situé sur la Vroendaalweg dans la forêt, à la frontière avec Gronsveld. Vroendaal apparait pour la première fois sur un acte du registre des navires de 1580 : « … op eynen morgen ackerlants, gelegen in't Vroendael, genoempt der Isermans morgen… ».

## Géographie
Le quartier est bordé au nord par le quartier de Heer, par le quartier De Heeg à l'ouest, et la commune d'Eijsden-Margraten au sud et à l'est.

## Histoire
Avant la construction du quartier en 2000, des fouilles archéologiques ont été menées. L'archéologue amateur P. Magielse y trouva, à l’aide d'un détecteur de métal, une épée de bronze d'environ 67 cm de long. Les recherches menées par l’archéologue de la ville Wim Dijkman indiquent que l’épée daterait de la fin de l’âge du bronze et début de l'âge du fer (soit vers le XIIIe siècle av. J.-C.).
Le quartier a été créé au début des années 2000. Il est plus ou moins divisé en deux parties : une partie construite, et la seconde faisant l’objet de projets.

## Sources
- (nl) Cet article est partiellement ou en totalité issu de l’article de Wikipédia en néerlandais intitulé « Vroendaal » (voir la liste des auteurs).

## Compléments